# Sorsogona humerosa
Sorsogona humerosa är en fiskart som beskrevs av Knapp och Phillip C. Heemstra 2011. Sorsogona humerosa ingår i släktet Sorsogona och familjen Platycephalidae. Inga underarter finns listade i Catalogue of Life.